# Citou
Citou település Franciaországban, Aude megyében. Lakosainak száma 99 fő (2022. január 1.). Citou Cabrespine, Caunes-Minervois, Lespinassière és Félines-Minervois községekkel határos.

## Népesség
A település népességének változása:
| Lakosok száma | 137  | 110  | 90   | 84   | 78   | 86   | 89   | 87   | 91   | 99   |
|               | 1968 | 1982 | 1990 | 2006 | 2013 | 2015 | 2017 | 2019 | 2020 | 2022 |